# Jang Sarā
Jang Sarā (persiska: جنگ سرا, جنگسرا) är en ort i Iran.   Den ligger i provinsen Gilan, i den norra delen av landet, 160 km nordväst om huvudstaden Teheran. Jang Sarā ligger 420 meter över havet och antalet invånare är 477.
Terrängen runt Jang Sarā är varierad. Runt Jang Sarā är det ganska tätbefolkat, med 116 invånare per kvadratkilometer. Närmaste större samhälle är Ramsar, 8,9 km öster om Jang Sarā. I omgivningarna runt Jang Sarā växer i huvudsak blandskog.